# Benjamín Maldonado
Benjamín Maldonado (ur. 1928) – boliwijski piłkarz, reprezentant kraju. Podczas kariery piłkarskiej występował na pozycji napastnika.

## Kariera piłkarska
Podczas kariery piłkarskiej Benjamín Maldonado występował w klubie CD San José.

## Kariera reprezentacyjna
Benjamín Maldonado występował w reprezentacji Boliwii w latach czterdziestych i pięćdziesiątych.
W 1947 roku wziął udział w Copa América na której Boliwia zajęła siódme, przedostatnie miejsce a Maldonado wystąpił w dwóch meczach turnieju z Ekwadorem, Argentyną i Urugwajem. 
W 1949 roku po raz drugi wziął udział w Copa América na której Boliwia zajęła czwarte miejsce a Maldonado wystąpił w czterech meczach turnieju z Chile, Brazylią, Paragwajem i Kolumbią.
W 1950 wziął udział w mistrzostwach świata, gdzie wystąpił w jedynym meczu Boliwii z Urugwajem.